# Saint-Jean-du-Pin
Saint-Jean-du-Pin é uma comuna francesa na região administrativa de Occitânia, no departamento de Gard. Estende-se por uma área de 13,96 km², com 1 219 habitantes, segundo os censos de 1999, com uma densidade de 87 hab/km².